# Tarragonès
Tarragonès là một comarca (hạt) ở Catalonia, Tây Ban Nha.

## Các đô thị
Dân số năm 2001.
- Altafulla - 3.293
- El Catllar - 2.594
- Constantí - 5.084
- Creixell - 2.086
- El Morell - 2.332
- La Nou de Gaià - 406
- Els Pallaresos - 2.701
- Perafort - 613
- La Pobla de Mafumet - 1.194
- La Pobla de Montornès - 1.522
- Renau - 58
- La Riera de Gaià - 1.034
- Roda de Barà - 3.639
- Salomó - 377
- Salou - 14.164
- La Secuita - 1.153
- Tarragona - 113.129
- Torredembarra - 11.187
- Vespella de Gaià - 210
- Vila-seca - 13.353
- Vilallonga del Camp - 1.245